# Bohdanovice
Bohdanovice (niem. Boydensdorf) – to część wsi Jakartovice w Czechach, w kraju morawsko-śląskim, w okresie Opawa. Według danych z dnia 1 stycznia 2011 liczyła 222 mieszkańców.
Pierwsza wzmianka pisemna o wsi pochodzi w 1265, kiedy to należała do Margrabstwa Moraw, następnie do księstwa opawskiego. Do 1869 nazywała się Bohdanovy. Miejscowość leży w ziemi hulczyńskiej zamieszkałej przez Morawców (inaczej Prajzaków), po wojnach śląskich należącej do Królestwa Prus (w powiecie raciborskim) w 1920 przyłączonej do Czechosłowacji.